# Рівняння Дрейка
Рівня́ння Дре́йка — це ймовірнісна модель, яка використовується для оцінки кількості активних цивілізацій позаземного походження, здатних до комунікації, у Чумацькому Шляху. Рівняння було сформульоване 1961 року Френком Дрейком не з метою безпосереднього визначення кількості таких цивілізацій, а як засіб для стимулювання наукової дискусії під час першої наукової конференції, присвяченої пошуку позаземного розуму (SETI). У рівнянні узагальнено основні чинники, які необхідно враховувати дослідникам під час розгляду питання існування інших цивілізацій, здатних до радіозв'язку. Його доцільніше розглядати як наближену оцінку, а не як спробу отримати точне число.
Критика, пов'язана з рівнянням Дрейка, стосується не самого рівняння, а того, що оцінки значень кількох його параметрів є надто припущеними. Унаслідок їхнього перемноження рівень невизначеності отриманого результату настільки великий, що рівняння не можна використати для формулювання однозначних висновків.

## Рівняння
Рівняння Дрейка має вигляд:
{\displaystyle N=R_{*}\cdot f_{\mathrm {p} }\cdot n_{\mathrm {e} }\cdot f_{\mathrm {l} }\cdot f_{\mathrm {i} }\cdot f_{\mathrm {c} }\cdot L}
де:
- N — кількість цивілізацій у Чумацькому Шляху, з якими може бути можливий зв'язок (тобто тих, що перебувають у межах нашого світлового конуса);
- R∗ — середня швидкість зореутворення у нашій галактиці;
- fp — частка цих зір, що мають планетні системи;
- ne — середня кількість планет, здатних потенційно підтримувати життя, на одну зорю з планетами;
- fl — частка планет, які можуть підтримувати життя й на яких воно дійсно виникає;
- fi — частка планет з життям, де розвивається розумне життя (цивілізації);
- fc — частка цивілізацій, які розробляють технології, здатні продукувати в космосі виявні сигнали їхнього існування;
- L — тривалість часу, протягом якого такі цивілізації випромінюють виявні сигнали у космос[9].

У такій формі рівняння вперше було опубліковане в статті Дрейка 1965 року.

## Історія

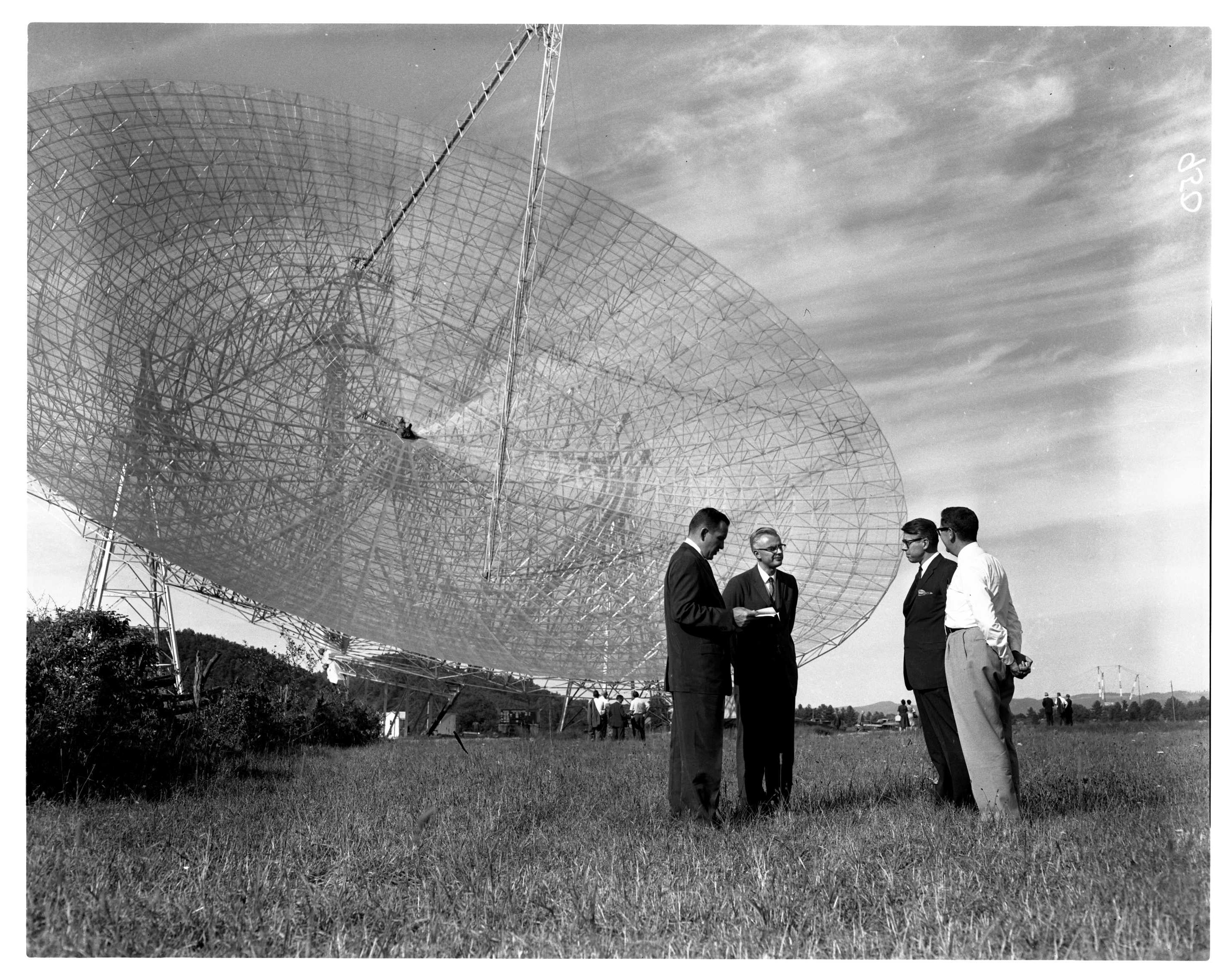
Завершено будівництво 300-футового телескопа. Френк Дрейк — другий зліва.

У вересні 1959 року фізики Джузеппе Кокконі та Філіп Моррісон опублікували в журналі Nature статтю з провокативною назвою «Пошук міжзоряних комунікацій». Кокконі та Моррісон стверджували, що радіотелескопи стали достатньо чутливими, щоб фіксувати сигнали, які могли б передавати цивілізації, що обертаються навколо інших зір. Вони припускали, що такі повідомлення можуть передаватися на довжині хвилі 21 см (1 420,4 МГц). Це відповідає довжині хвилі радіовипромінювання нейтрального водню — найпоширенішого елемента у Всесвіті — і дослідники вважали, що інші розумні цивілізації можуть сприймати її як логічну орієнтирну частоту у радіоспектрі.
Два місяці потому астроном Гарвардського університету Гарлоу Шеплі висловив припущення щодо кількості населених планет у Всесвіті, зазначивши: «У Всесвіті є 10 мільйонів, мільйонів, мільйонів сонць (10¹⁸), подібних до нашого. У однієї з мільйона є планети. Лише у однієї з мільйона мільйонів спостерігається відповідна комбінація хімічних елементів, температури, води, днів і ночей, що дозволяє підтримувати планетне життя, як ми його знаємо. Ці підрахунки дають приблизну оцінку в 100 мільйонів світів, де життя сформувалося внаслідок еволюції».
Сім місяців після публікації статті Кокконі та Морріса Дрейк розпочав пошук позаземного розуму в експерименті під назвою Проєкт «Озма». Це був перший систематичний пошук сигналів від комунікаційних позаземних цивілізацій. Використовуючи 26-метрову (85 футів) антену Національної обсерваторії радіоастрономії в Грін-Банку, Західна Вірджинія, Дрейк спостерігав дві найближчі зорі, подібні до Сонця: Епсилон Ерідани та Тау Кита, поступово скануючи частоти, близькі до довжини хвилі 21 см, по шість годин на день із квітня до липня 1960 року. За сучасними стандартами проєкт був добре спланованим, недорогим і простим. Сигнали виявлено не було.

Невдовзі після цього Дрейк організував першу конференцію з пошуку позаземного розуму, присвячену виявленню їхніх радіосигналів. Зустріч відбулася на базі обсерваторії в Грін-Бенку у 1961 році. Рівняння, яке тепер носить ім'я Дрейка, виникло під час його підготовки до цієї конференції.
«Коли я готував конференцію, за кілька днів до її проведення я зрозумів, що нам потрібна програма. Тож я записав усе, що потрібно знати, щоб оцінити, наскільки важко буде виявити позаземне життя. І подивившись на це, стало досить очевидно, що якщо помножити всі ці фактори, отримаємо число N, яке відображає кількість цивілізацій у нашій галактиці, сигнали яких можна виявити. Це стосувалося пошуку радіосигналів, а не первинного або примітивного життя».

 — Френк Дрейк
У конференції взяли участь десять осіб: організатор заходу Дж. Пітер Пірмен, Френк Дрейк, Філіп Моррісон, підприємець та радіоаматор Дана Атчлі, хімік Мелвін Калвін, астроном Су-Шу Хуанг, нейронауковець Джон С. Ліллі, винахідник Барні Олівер, астроном Карл Саган та радіоастроном Отто Струве. Учасники називали себе «Орденом Дельфіна» (через дослідження Ліллі комунікації дельфінів) та увіковічнили свою першу зустріч меморіальною дошкою в залі обсерваторії.

## Практичне значення

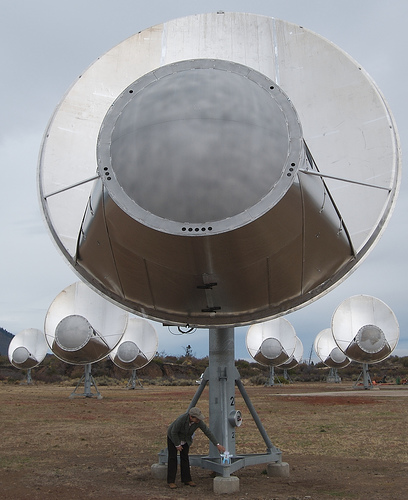
Телескопна система Аллена для SETI

Рівняння Дрейка узагальнює чинники, що впливають на ймовірність того, що ми зможемо виявити радіозв'язок з розумним позаземним життям. Останні три параметри — fi, fc та L — невідомі та дуже складні для оцінки, їхні значення можуть відрізнятися на багато порядків. Тому практична цінність рівняння полягає не в отриманні точного результату, а в осмисленні всіх різних факторів, які науковці повинні враховувати при розгляді питання життя поза Землею[2][4], надаючи цьому питанню наукову основу для аналізу. Рівняння допомогло привернути увагу до окремих наукових проблем, пов'язаних із життям у Всесвіті, наприклад абіогенезу, розвитку багатоклітинного життя та виникнення інтелекту.
У межах сучасних технологій будь-який практичний пошук віддаленого розумного життя обов'язково має зосереджуватися на виявленні проявів чужої технології. Через приблизно 50 років рівняння Дрейка залишається визначним, оскільки воно слугує своєрідною «дорожньою картою» того, що потрібно дізнатися для розв'язання цього фундаментального екзистенційного питання. Воно також стало основою астробіології як науки: хоча допускаються певні спекуляції для контексту, астробіологія головним чином оперує гіпотезами, що міцно вписуються в існуючі наукові теорії. Близько 50 років пошуків SETI не дали жодних результатів, незважаючи на значне покращення радіотелескопів і обчислювальних можливостей із початку 1960-х років. Зусилля SETI з 1961 року остаточно виключили поширене випромінювання інопланетного походження поблизу 21 см хвилі водневої частоти.

## Оцінки

### Початкові оцінки
Існує значна невизначеність щодо значень цих параметрів, проте «обґрунтовані здогадки», які використовували Дрейк та його колеги у 1961 році, були такими:
- R∗ = 1 рік⁻¹ (в середньому формується 1 зоря на рік протягом життя галактики; це вважалося консервативною оцінкою)
- fp = 0,2–0,5 (від однієї п'ятої до половини усіх зір матимуть планети)
- ne = 1–5 (зорі з планетами матимуть від 1 до 5 планет, здатних розвинути життя)
- fl = 1 (100 % цих планет розвивають життя)
- fi = 1 (100 % цих планет розвивають розумне життя)
- fc = 0,1–0,2 (10–20 % цивілізацій здатні до комунікації)
- L = від 1 000 до 100 000 000 років

Підставлення мінімальних значень у рівняння дає мінімальне N ≈ 20. Підставлення максимальних значень дає максимальне N ≈ 50 000 000. Дрейк зазначав, що з урахуванням невизначеностей на початковій зустрічі було зроблено висновок, що N ≈ L, і в Чумацькому Шляху, ймовірно, існує від 1 000 до 100 000 000 планет із цивілізаціями.

### Сучасні оцінки
У цьому розділі обговорюються та намагаються узагальнити найсучасніші оцінки параметрів рівняння Дрейка.

#### Швидкість утворення зір у Чумацькому Шляху,R∗
Розрахунки 2010 року, проведені NASA та Європейським космічним агентством, показують, що швидкість утворення зір у нашій галактиці становить приблизно 0,68–1,45 M☉ матеріалу на рік. Щоб отримати кількість нових зір на рік, це значення слід поділити на функцію початкової маси (IMF) для зір, де середня маса нової зорі становить близько 0,5 M☉. Таким чином, швидкість утворення зір оцінюється приблизно в 1,5–3 зорі на рік.

#### Частка зір із планетами,fp
Аналіз мікролінзових спостережень 2012 року показав, що fp може наближатися до 1, тобто планети є орбітальними супутниками зір, як правило, а не винятково. Крім того, виявлено, що на одну зорю Чумацького Шляху припадає одна або більше планет.

#### Середня кількість планет, здатних підтримувати життя, на одну зорю з планетами,ne
У листопаді 2013 року астрономи повідомили, що на основі даних космічного телескопа Кеплер у Чумацькому Шляху може існувати до 40 мільярдів планет розміром із Землю, що обертаються в зоні придатності для життя навколо зір, подібних до Сонця, та червоних карликів. Близько 11 мільярдів із цих планет можуть обертатися навколо сонцеподібних зір. Оскільки в галактиці налічується приблизно 100 мільярдів зір, це означає, що fp · ne ≈ 0,4. Найближча планета в зоні придатності для життя — Проксима Центавра b, яка знаходиться на відстані близько 4,2 світлових років.
На конференції в Грін-Бенку було досягнуто консенсусу, що ne має мінімальне значення між 3 і 5. Нідерландський науковий журналіст Говерт Шіллінг вважав це оптимістичною оцінкою. Навіть якщо планети перебувають у зоні придатності для життя, визначити точну кількість планет із правильною пропорцією хімічних елементів складно. Бред Гібсон, Єше Феннер і Чарлі Лайнвейвер визначили, що близько 10 % зоряних систем у Чумацькому Шляху є сприятливими для життя, оскільки вони містять важкі елементи, розташовані далеко від наднових і залишаються стабільними протягом достатнього часу.
З іншого боку, різноманітність зоряних систем, які можуть мати придатні для життя зони, не обмежується лише зорями сонячного типу та планетами розміром із Землю. Нині вважається, що навіть планети з припливним захопленням, розташовані близько до червоних карликів, можуть мати зони, придатні для життя, хоча спалахова активність цих зір може свідчити проти цього. Можливість існування життя на супутниках газових гігантів (наприклад, Європа — супутник Юпітера, чи Титан і Енцелад — супутники Сатурна) додає ще більше невизначеності до цієї оцінки.
Автори гіпотези виняткової Землі пропонують низку додаткових обмежень щодо населеності планет, серед яких: перебування у галактичних зонах з достатньо низьким рівнем радіації, високою металічністю зорі та достатньо низькою густиною, аби уникнути надмірного астероїдного бомбардування. Вони також висувають припущення, що необхідною умовою є наявність у планетної системи великих газових гігантів, які захищають від бомбардувань, але при цьому відсутність гарячого Юпітера; а також планета з тектонікою плит, великим місяцем, який створює припливні басейни, та помірним нахилом осі обертання, що забезпечує сезонні зміни.

#### Частка планет, на яких дійсно виникає життя,fl
Частка планет, на яких насправді виникає життя, залишається невизначеною. На противагу оптимістичним оцінкам висувається аргумент, що наразі немає доказів багаторазового виникнення абіогенезу на Землі, тобто все земне життя походить від спільного предка. Якби абіогенез був поширеним явищем, можна було б очікувати його неодноразового виникнення на нашій планеті. Вчені намагалися перевірити це, зокрема через пошук бактерій, що не мають спорідненості з відомими формами життя, однак досі таких організмів не виявлено. Водночас не виключено, що життя могло виникати неодноразово, проте інші його гілки були витіснені конкуренцією, загинули внаслідок масових вимирань або зникли з інших причин. Біохіміки Френсіс Крік і Леслі Оргел особливо підкреслювали цю невизначеність: «Наразі ми зовсім не маємо засобів дізнатися, чи ми, ймовірно, єдині у галактиці (Всесвіті), чи ж галактика може кишіти життям у багатьох різних формах». Як альтернативу абіогенезу на Землі вони висунули гіпотезу спрямованої панспермії, яка припускає, що земне життя могло розпочатися з мікроорганізмів, спеціально надісланих на нашу планету технологічно розвиненим суспільством з іншої планети за допомогою спеціального безпілотного міжзоряного апарата.

#### Частка планет, на яких розвивається розумне життя,fi
Значення цього параметра залишається особливо суперечливим. Прихильники низької оцінки, зокрема біолог Ернст Майр, зазначають, що з мільярдів видів, які існували на Землі, лише один став розумним, і з цього роблять висновок про надзвичайно мале значення fi. Аналогічно, автори гіпотези виняткової Землі, попри їхнє низьке значення ne, також вважають, що саме низьке fi є визначальним у розрахунках. Натомість прихильники вищих оцінок звертають увагу на загальну тенденцію до зростання складності життя впродовж часу, роблячи висновок, що поява розуму є майже неминучою, що передбачає значення fi, наближене до 1. Скептики ж наголошують, що великий діапазон оцінок цього та інших параметрів робить усі підрахунки ненадійними.
Частка цивілізацій, які виявляють своє існування через випромінювання сигналів у космос, fc
Щодо навмисної комунікації, єдиний відомий нам приклад (Земля) не здійснює багато явних спроб передати сигнали, хоча існують окремі проєкти, які охоплюють лише крихітну частку зір, що могли б виявити присутність людини. Існує чимало припущень, чому позаземна цивілізація може існувати, але свідомо не комунікувати. Проте навмисна комунікація не є обов'язковою, і розрахунки показують, що технології Землі нинішнього або найближчого майбутнього цілком могли б бути виявлені цивілізаціями, що не набагато перевищують сучасний рівень розвитку людини. За цим критерієм Земля є цивілізацією, що комунікує. Ще одне питання — яка частка цивілізацій у галактиці розташована достатньо близько, щоб ми могли їх виявити, за умови, що вони випромінюють сигнали. Наприклад, сучасні радіотелескопи Землі могли б зафіксувати наші радіосигнали лише на відстані приблизно одного світлового року.
Тривалість існування цивілізації, протягом якої вона передає свої сигнали в космос, L
Майкл Шермер оцінив L у 420 років, виходячи з тривалості існування шістдесяти історичних цивілізацій на Землі. Використавши 28 цивілізацій, що виникли після Римської імперії, він отримав показник у 304 роки для «сучасних» цивілізацій. Водночас із результатів Шермера можна зробити висновок, що занепад більшості з цих цивілізацій супроводжувався появою наступних, які продовжували розвивати наявні технології. Тому сумнівно, що їх слід вважати окремими цивілізаціями в контексті рівняння Дрейка. У розширеній версії рівняння, яка включає коефіцієнт повторної появи, ця нечіткість у визначенні «окремої цивілізації» не має значення, оскільки таку зміну можна описати як збільшення коефіцієнта повторної появи, а не L, вказуючи, що цивілізація «відроджується» у вигляді наступних культур. Крім того, жодна з цих історичних цивілізацій не могла вести міжзоряний зв'язок, тож метод порівняння з ними може вважатися некоректним.
Девід Ґрінспун висунув аргумент, що коли цивілізація досягає достатнього рівня розвитку, вона може подолати всі загрози своєму існуванню. У такому разі вона може тривати необмежений час, що робить можливим значення L, яке обчислюється мільярдами років. Якщо так, то він припускає, що Чумацький Шлях міг постійно накопичувати розвинені цивілізації з моменту свого формування. Ґрінспун пропонує замінити останній параметр L виразом fIC · T, де fIC — це частка комунікаційних цивілізацій, які стають «безсмертними» (у сенсі того, що вони просто не зникають), а T — тривалість часу, протягом якого відбувається цей процес. Перевага цієї форми полягає в тому, що T відносно легко визначити: це просто певна частка віку Всесвіту.

## Критика
Критика рівняння Дрейка є різноманітною. По-перше, багато його параметрів ґрунтуються переважно або повністю на припущеннях. Темпи утворення зір добре відомі, а наявність планет має надійну теоретичну та спостережну основу, проте інші терміни рівняння стають дуже спекулятивними. Основна невизначеність стосується сучасного розуміння еволюції життя, розуму та цивілізацій, а не фізичних процесів. Для деяких параметрів статистичні оцінки неможливі, оскільки відомий лише один приклад. В результаті рівняння не може використовуватися для формулювання точних висновків, а похибка розрахунків виявляється надзвичайно великою, значно більшою, ніж деякі вважають прийнятною або змістовною.

Інші зауважують, що рівняння було сформульоване до того, як наше розуміння Всесвіту стало більш зрілим. Астрофізик Ітан Сігел зазначав:
Рівняння Дрейка, коли його запропонували, базувалося на припущенні про Всесвіт, яке ми тепер знаємо як хибне: воно передбачало, що Всесвіт є вічним і статичним у часі. Як ми дізналися вже за кілька років після того, як Френк Дрейк вперше запропонував своє рівняння, Всесвіт не перебуває в стабільному стані, незмінному в часі, а еволюціонував з гарячого, щільного, енергетичного і швидко розширюваного стану: гарячого Великого вибуху, який стався протягом обмеженого часу в нашому космічному минулому.
Однією з відповідей на такі зауваження є те, що хоча рівняння Дрейка наразі включає спекуляції щодо непоміряних параметрів, воно було задумане як спосіб стимулювати дискусію з цих тем. Тоді основна увага приділяється експериментальному підходу. Насправді, Дрейк спершу сформулював рівняння лише як план для обговорення на конференції в Грін-Бенку.

### Парадокс Фермі
Цивілізація, що існує десятки мільйонів років, могла б поширитися по всій галактиці, навіть із відносно невисокою швидкістю, передбачуваною сучасними технологіями. Проте жодних підтверджених ознак існування цивілізацій або розумного життя поза Землею не знайдено ні в нашій Галактиці, ні у спостережуваному Всесвіті, який налічує близько 2 трильйонів галактик. За такою логікою, прагнення заселяти (або принаймні досліджувати) всю доступну територію здається універсальною властивістю живих організмів, тому Земля мала б уже бути колонізована або принаймні відвідана, проте жодних доказів цього немає. Звідси й виникає питання Фермі: «Де всі?».
Було запропоновано велику кількість пояснень відсутності контакту; у книзі 2015 року наведено 75 різних варіантів пояснень. У контексті рівняння Дрейка їх можна поділити на три класи:
1. Мало розумних цивілізацій коли-небудь виникає. Це аргумент, що щонайменше один із перших кількох параметрів R∗ · fp · ne · fl · fi має низьке значення. Найчастіше підозрюють fi, але, наприклад, гіпотеза виняткової Землі вказує на те, що малим параметром є ne.
2. Розумні цивілізації існують, але ми не бачимо доказів їхнього існування, тобто fc мале. Типові аргументи включають: цивілізації надто віддалені одна від одної, розповсюдження по галактиці надто дороге, цивілізації транслюють сигнали лише короткий час, комунікація небезпечна та інші причини.
3. Тривалість існування розумних, комунікаційних цивілізацій коротка, тобто значення L мале. Дрейк припускав, що велика кількість позаземних цивілізацій могла б виникнути, але їхню відсутність у спостереженнях можна пояснити тим, що технологічні цивілізації зазвичай швидко зникають. Типові пояснення: розумне життя має властивість знищувати себе, воно знищує інших, його знищують природні катастрофи тощо.

Ці міркування призвели до гіпотези Великого фільтра, яка стверджує, що оскільки жодних позаземних цивілізацій не спостерігається, незважаючи на величезну кількість зір, щонайменше один етап процесу розвитку життя повинен діяти як «фільтр», що зменшує фінальне значення. За цією гіпотезою або виникнення розумного життя надзвичайно складне, або тривалість існування технологічно розвинених цивілізацій, або період часу, протягом якого вони проявляють свою присутність, відносно короткий.